# Аквамарин
Аквамари́н (лат. aqua marina — морская вода) — минерал, разновидность берилла, алюмосиликат бериллия кольцевой структуры. В структуре аквамарина, как и у всех бериллов, есть кольца [Si6O18] правильной шестиугольной формы, расположенные друг над другом и образующие полые каналы.

## Этимология названия
За аквамарином сохранилось название, данное ему Плинием Старшим, который, описывая бериллы, отметил, что наиболее ценные из них — бериллы, своим цветом напоминающие чистую зелень морских вод (от лат. aqua — вода, mare — мope). Он писал о сходной природе берилла, аквамарина и изумруда.

## Свойства
Минерал одноосный, оптически отрицательный. Кристаллы длинностолбчатые, шестигранные призмы. Блеск сильный, стеклянный. Двупреломление −0,006. Плеохроизм (дихроизм) отчётливый, от бледно-голубого до небесно-голубого. Люминесценция отсутствует. Линии спектра поглощения: 537, 456, 427. Включения многочисленные: длинные параллельные граням кристалла полости, которые при заполнении жидкостью придают кристаллам коричневую окраску; пузырьки газа, плоские включения (хризантемовые), включения в форме снежинок, звёзд; часто встречаются включения биотита, флогопита, рутила, пирита и ильменита. Возможен астеризм и эффект «кошачьего глаза».
Своей окраске обязан наличию примеси железа, под действием солнечного света бледнеет. Интенсивность окраски возрастает после нагревания до 400 °C. Из-за хрупкости камень легко раздавить.
Аквамарин можно спутать с другими, близкими по окраске камнями: голубым топазом, кианитом, старлитом, турмалином, эвклазом.

## История

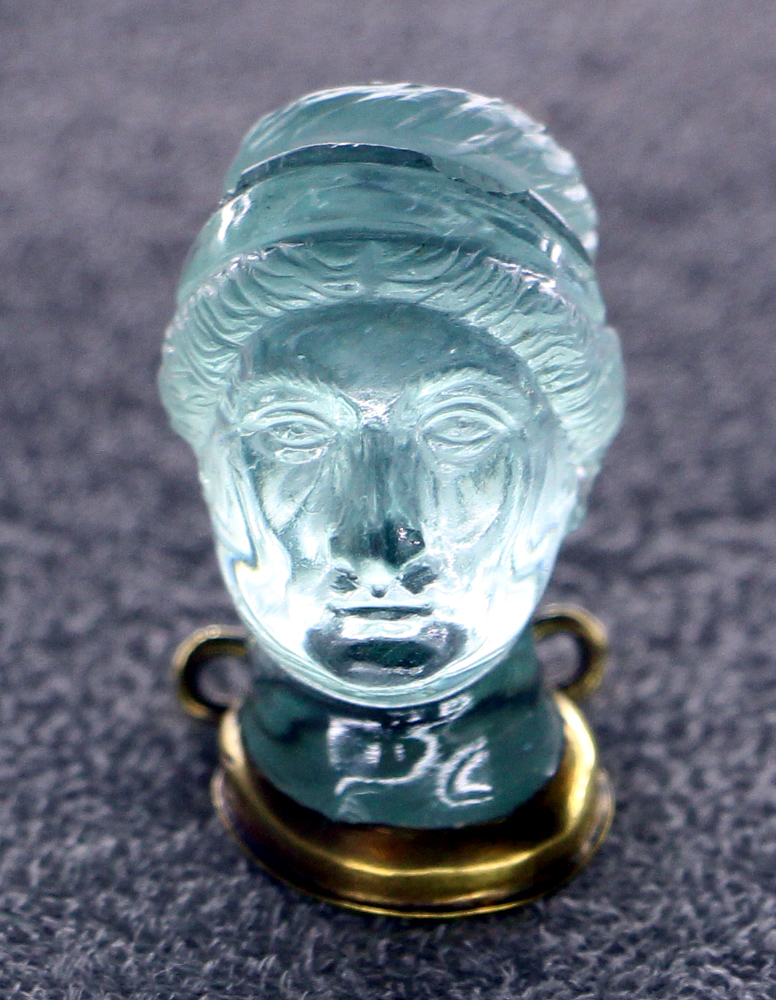
Римская трёхмерная глиптика, II век н. э.

Аквамарин не типичен для ювелирных украшений античности и Средневековья. При сравнительно высоком уровне металлообработки навыки огранки драгоценных и полудрагоценных камней не были развиты, что не позволяло раскрыть потенциал прозрачных минералов. Известны отдельные примеры древнегреческих украшений с использованием аквамаринов в обработке «кабошон» и древнеримские резные геммы. В Средние века драгоценные камни также имели простейшую огранку кабошон, в минералах ценился в первую очередь яркий цвет, особенно ценными и популярными были синие сапфиры, рубины и красные гранаты.
В XVIII веке появляется стиль рококо с любовью к светлым пастельным тонам, в первую очередь голубому и розовому; аквамарин вместе с разноцветными топазами начинает входить в моду. Примерно в то же время достигается прогресс в огранке, и впервые в европейском ювелирном искусстве появляются бриллианты.
Наибольшая популярность аквамарина в ювелирном искусстве приходится на первую половину XX века и стиль ар-деко. Льдистая прозрачность и холодность позволили аквамарину стать одним из излюбленных материалов ювелиров эпохи ар-деко, наряду с бриллиантами, рубинами, сапфирами, изумрудами и чёрным ониксом. Аквамарин хорошо смотрелся в популярной в те годы прямоугольной огранке (таблица или багет), бесцветные бриллианты и чёрный оникс подчёркивали его льдистый цвет и лаконичную строгость. Аквамарин активно используется в ювелирных украшениях и в настоящее время.

## Месторождения
Аквамарины добывают из пегматитов, часто находящихся в крупнозернистых гранитах.
Месторождения известны на всех материках, наиболее значительные: Бразилия (Минас-Жерайс, Баия, Эспириту-Санту), Мадагаскар, Россия (Урал, Забайкалье).
Аквамарины встречаются также в меньших количествах в других странах: Австралия (Новый Южный Уэльс), Мьянма, Шри-Ланка, Индия, Кения, Намибия, Мозамбик, ЮАР, Танзания, Украина (Волынь), США (Колорадо, Коннектикут, Калифорния, Мэн, Северная Каролина).
Самый крупный кристалл ювелирного качества был найден в 1910 году в Бразилии (масса 110,2 кг, 48,2х41 см). Из него было получено 220 тысяч каратов ограночного материала. Немногим ранее там же был найден аквамарин массой 18 кг, названный «Жакето», из которого получилось около 30 тысяч каратов ювелирного материала.

## Применение

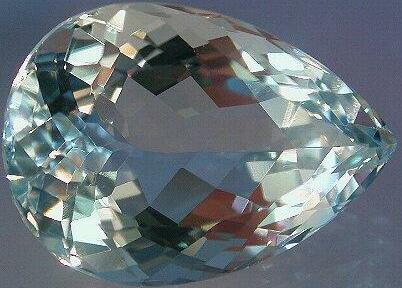
Обработанный аквамарин

Встречаются имитации из стекла. Синтетический аквамарин в промышленных масштабах не производят (экономически нецелесообразно). За «искусственные аквамарины» нередко выдают синтетическую шпинель или корунд.
Аквамарин — драгоценный ювелирный камень. Относительно большое предложение сырья приводит к тому, что востребованы, прежде всего, крупные камни массой свыше 10 карат тёмно-голубого цвета. Для достижения этого эффекта большая часть камней после огранки подвергается прокаливанию (до 400—500 °C) или облучению, при этом в результате восстановления трёхвалентного железа происходит изменение цвета — например, с зеленовато-голубого на голубой. Оценка качества камней для ювелирного производства учитывает размер кристалла, наличие трещин и включений. Наибольшую ценность на международном рынке представляют огранённые камни свыше 3 карат интенсивного голубого цвета. Наличие трещин и включений уменьшает стоимость на 60—70 %.
Крупные экземпляры находятся в коллекциях Британского музея, Американском музее национальной истории, Смитсоновском институте. Крупные коллекции аквамаринов находятся также в России, Иране и Турции. Украинский огранённый аквамарин массой 139 граммов или 695 карат находится в салоне «Цветные камни» в Москве (данные 1985 года).
Аквамаринами украшали царские короны, использовали в качестве линз для очков (первые линзы датируются 1300 годом). Самый крупный из известных огранённых камней весит 2594 карата, или 518.8 г.
Один из крупнейших (184 г. или 920 кар) огранённых аквамаринов вставлен в корону английской королевы.
Гранят аквамарины обычно ступенчатой огранкой или клиньями при прямоугольной или овальной форме, но наиболее часто применяется изумрудная огранка.